# Moi (stacja kolejowa)
Moi – stacja kolejowa w Moi, w regionie Rogaland w Norwegii, jest oddalona od Oslo Sentralstasjon o 477,24 km. Jest położona na wysokości 58,4 m n.p.m.

## Ruch dalekobieżny
Leży na linii Sørlandsbanen. Jest stacją obsługującą dalekobieżne połączenia z południowo-zachodnią i południową częścią kraju. Stacja przyjmuje sześć par połączeń dziennie do Kristiansand, Arendal i Stavanger.

## Obsługa pasażerów
Poczekalnia, wiata, kasa biletowa, parking na 23 miejsca, parking dla rowerów, kiosk, bankomat, przystanek autobusowy, postój taksówek. Odprawa podróżnych odbywa się w pociągu.